# Agapetus caucasicus
Agapetus caucasicus là một loài Trichoptera trong họ Glossosomatidae. Chúng phân bố ở miền Cổ bắc.